# Sabrina Gonzalez Pasterski
Sabrina Gonzalez Pasterski (ur. 3 czerwca 1993 w Chicago) – amerykańska fizyk teoretyczna.

## Życiorys
Amerykanka kubańskiego pochodzenia, urodzona 3 czerwca 1993 r. w Chicago jako jedyne dziecko Marka Floyda Pasterskiego i Marii Gonzalez. Ukończyła szkołę dla zdolnych dzieci Chicago Public Schools Edison Regional Gifted Center, gdzie zainteresowała się badaniami kosmosu. Następnie uczęszczała do szkoły średniej Illinois Mathematics and Science Academy, którą ukończyła w 2010 r., a potem w trzy lata (2010–2013) ukończyła z najwyższą możliwą średnią 5,0 studia w zakresie fizyki na Massachusetts Institute of Technology. Po uzyskaniu dyplomu podjęła na Uniwersytecie Harvarda studia doktoranckie, zajmując się badaniem czarnych dziur, czasoprzestrzeni i grawitacji kwantowej. Uzyskała także granty na badania z Hertz Foundation, Smith Foundation i National Science Foundation. Jej publikacje cytował m.in. Stephen Hawking, a jej opiekunem został współpracownik Hawkinga Andrew Strominger.
W 2011 r. uczelnia wyróżniła ją nagrodą MIT Freshman Award dla studentów I roku za wybitne zaangażowanie w działalność naukową i studencką. W 2012 r. znalazła się na liście 30 młodych naukowców przed 30. rokiem życia magazynu „Scientific American”, a w 2015 i 2017 r. na podobnych listach przygotowanych przez magazyn Forbes. Również w 2012 r. została zaproszona na Lindau Nobel Young Researcher – coroczne spotkanie obiecujących młodych naukowców z laureatami Nagród Nobla. W 2017 r. jako jedna z dziesięciu kobiet została wyróżniona tytułem Young Women’s Honors Education. Na zaproszenie Baracka Obamy gościła również w Białym Domu, a ofertę pracy złożył jej działający w sektorze kosmicznym Blue Origin. W mediach bywa nazywana nowym Einsteinem, również Uniwersytet Harvarda nazwał ją następczynią Einsteina.
W wieku 9 lat otrzymała swój pierwszy samolot i zainteresowała się pilotażem oraz inżynierią lotniczą. Pilotażu uczyła się jednak w Kanadzie, gdyż według amerykańskich przepisów była na to wówczas za młoda. W wieku 16 lat uzyskała uprawnienia pilota i 24 sierpnia 2009 r. odbyła swój pierwszy samodzielny lot skonstruowanym przez siebie samolotem.
Swoją pracę i osiągnięcia prezentuje na własnej stronie internetowej PhysicsGirl.com.